# Djebel Sahaba
Le site archéologique de Djebel Sahaba est une nécropole préhistorique datée du Paléolithique supérieur ou de l'Épipaléolithique, située dans l'État du Nord, au Soudan, à la frontière avec l'Égypte. Il est désormais submergé par le Lac Nasser. L'examen des squelettes fossiles a montré que les décès résultaient d'une action violente. Il pourrait s'agir d'une des toutes premières traces de l'existence de conflits guerriers durant la Préhistoire.

## Historique
Le site de Djebel Sahaba fut découvert à proximité de la rive droite du Nil, à mi-chemin entre Wadi Halfa et une colline dénommée Djebel Sahaba. Il a été fouillé par une équipe américano-finlandaise en 1965-1966, qui le dénomma « site 117 ». La mise en eau du haut barrage d'Assouan a submergé le site en 1971. 

## Datation
Il s'agit d'une nécropole attribuée à la culture de Qadan, datée du Paléolithique supérieur, voire de l'Épipaléolithique (de 14 000 à 12 000 ans avant le présent).

## Description
La nécropole renfermait les restes de cinquante-neuf individus au minimum, dont des adultes des deux sexes et des enfants. Ils avaient été enterrés dans des fosses ovales, à fond plat, recouvertes de dalles peu épaisses, soit collectivement (deux à cinq défunts par fosse), soit individuellement. Les défunts ont généralement été inhumés en position fléchie, sur le flanc gauche, la tête à l'est et le visage tourné vers le sud, les mains relevées à hauteur du crâne et les bras pliés.
Les tombes n'ont livré aucun mobilier funéraire. Le seul matériel lithique découvert correspond à des fragments d'armes et de projectiles fichés dans les squelettes de plusieurs défunts au niveau de la cage thoracique, le long du rachis, dans le palais. Les éléments lithiques retrouvés, en dehors des squelettes mais près des corps, devaient à l'origine être enfoncés dans des parties molles et putrescibles du corps. La plupart des défunts ont manifestement été massacrés. Les projectiles utilisés sont soit des éclats spécifiquement taillés comme des armes (armatures de flèches), soit des éclats ayant une fonction utilitaire (grattoirs) mais utilisés comme projectiles. Sur les cinquante-neuf individus inhumés, vingt-quatre sont morts par impacts de flèches ou de chocs violents.

## Analyse
Bien que les individus bénéficièrent d'une inhumation post-mortem, celle-ci traduit une certaine précipitation répondant à une situation de disparition collective violente (fosses communes, sexe et âge indifférenciés). L'élimination des femmes et des enfants pourrait indiquer une volonté délibérée de faire disparaitre un groupe humain. L'absence des crânes sur plusieurs dépouilles et le regroupement des os longs par paquet dans certaines tombes pourraient correspondre à des cas de démembrements volontaires.